# Metropolia di Kursk

Mappa dell'oblast' di Kursk.

La metropolia di Kursk (in russo Курская митрополия?) è una delle province ecclesiastiche che costituiscono la Chiesa ortodossa russa.
Istituita dal Santo Sinodo il 26 luglio 2012, comprende l'intera oblast' di Kursk nel circondario federale centrale.
È costituita da 3 eparchie:
- Eparchia di Kursk
- Eparchia di Železnogorsk
- Eparchia di Ščigry

Sede della metropolia è la città di Kursk, il cui eparca ha il titolo di "Metropolita di Kursk e Ryl'sk".